# Gedenkteken voor Sir Philip Sidney
Het gedenkteken voor Sir Philip Sidney (1913) is een standbeeld in de Nederlandse stad Zutphen, gemaakt door Gustaaf van Kalken.

## Achtergrond
Sir Philip Sidney (1554-1586) was een Engels edelman en dichter. Hij trok in 1585 met het leger van zijn oom, de graaf van Leicester, naar de Nederlanden. Hij werd er gouverneur van Vlissingen en was betrokken bij de strijd tegen de Spanjaarden. Hij werd in zijn knie geschoten bij de Slag bij Warnsveld en overleed een kleine maand later in Arnhem. De Staten wilden een gedenkteken voor hem oprichten, op voorwaarde dat hij in Nederlandse grond werd begraven. Zijn lichaam werd echter overgebracht naar Engeland en bijgezet in de St Paul's Cathedral in Londen.
In 1909 werd een commissie gevormd om te komen tot de oprichting van een gedenkteken voor Sir Philip Sidney in Zutphen. Voorzitter was S.A.K. baron van Nagell, burgemeester van Warnsveld. Er was ook een erecomité, waarin onder anderen de minister van buitenlandse zaken jhr. mr. R. de Marees van Swinderen, ambassadeur K.W.P.M.F.X. baron Gericke van Herwijnen, voorzitter van de Eerste Kamer J.E.N. baron Schimmelpenninck van der Oye, industrieel en Eerste Kamerlid J.E. Scholten en professor P.J. Blok zitting hadden.

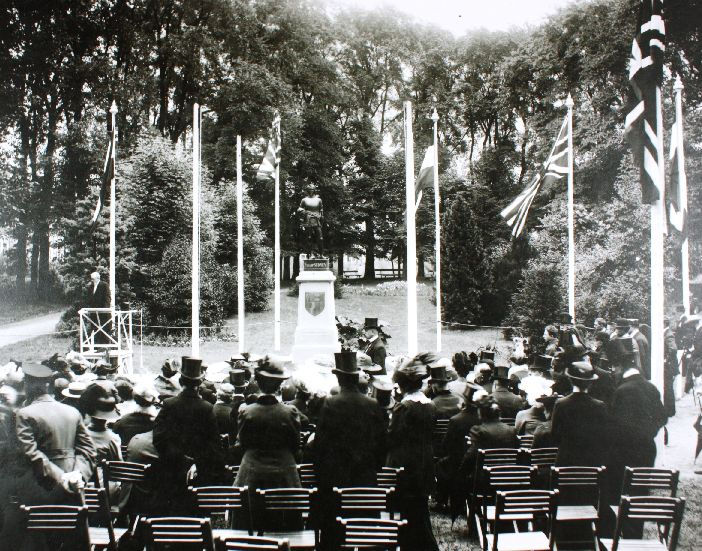
De onthulling

De Haarlemse edelsmid en beeldhouwer Gustaaf van Kalken (zich noemende Gustaaf van Kalcken) kreeg van de commissie de opdracht een gedenkteken te maken. Hij ontwierp een standbeeld van een geharnaste Sidney, dat inclusief granieten sokkel zo'n 4 meter hoog moest worden. Het beeld van de krijgsman werd uitgevoerd in geciseleerd brons. Op de sokkel zouden de wapens van Zutphen, Warnsveld en Sidney worden geplaatst. Uiteindelijk is alleen het wapen van Sidney op het monument aangebracht. 
Van 30 juni tot en met 5 juli 1913 werden in Zutphen de Onafhankelijksheidsfeesten gevierd, ter gelegenheid van het 100-jarig bestaan van het Koninkrijk der Nederlanden. Als onderdeel hiervan vond op 2 juli de onthulling van het beeld van Sidney in het park Slingerbos plaats. Nadat professor Johannes Huizinga een herdenkingsrede had uitgesproken, onthulde de Britse gezant, Sir Alan Johnstone, het gedenkteken. Vervolgens werd het Wilhelmus en het Brits volkslied gezonden. Burgemeester Zimmerman aanvaardde het monument namens de gemeente Zutphen. Door Plateelbakkerij Delft werd ter herinnering een wandbord uitgegeven met daarop het gedenkteken en de naam van Van Kalken.

## Beschrijving
Het gedenkteken toont Sidney ten voeten uit, gekleed in een harnas, met in zijn rechterhand zijn helm en zijn linkerhand aan het gevest van zijn zwaard. Zijn linkerbeen is iets gedraaid. In de voet van het beeld staat zijn naam. 
Het beeld staat op een granieten sokkel, waarop aan de voorzijde het wapen van Sidney is geplaatst onder de inscriptie "a spirit without spot". Een inscriptie onder het wapen omschrijft Sidney als "edelman, dichter, staatsman, strijder voor onze vrijheid". Op de achterzijde van de sokkel staan de namen vermeld van de leden van het oprichtingscomité.

## Andere gedenktekens
- In 1923 werd in Shrewsbury een standbeeld onthuld van A.G. Walker dat gelijkenis vertoont met het gedenkteken in Zutphen. Sidney was een leerling van de Shrewsbury School. Op de achterkant van de sokkel is de slag bij Warnsveld afgebeeld. Voor de onthulling was onder meer burgemeester J. Dijckmeester van Zutphen uitgenodigd.
- In 1986 werd op het wandelpad bij de roomse begraafplaats in Zutphen, nabij het voormalig slagveld, een klein monument opgericht. Het werd gemaakt door beeldhouwer Willem Berkhemer. Op het monument staan de aan Sidney toegeschreven woorden "thy necessity is yet greater than mine". Volgens overlevering had hij op het slagveld dorstig geroepen om water. Toen hem dat werd gebracht, zag hij een gewonde man aan wie hij het water gaf met de woorden "uw nood is nog groter dan die van mij".
- In 2011 werd in Arnhem in de straat voor het pand aan de Bakkerstraat 67-68 een stenen strip geplaatst die herinnert aan het overlijden aldaar van Sidney.

## Galerij

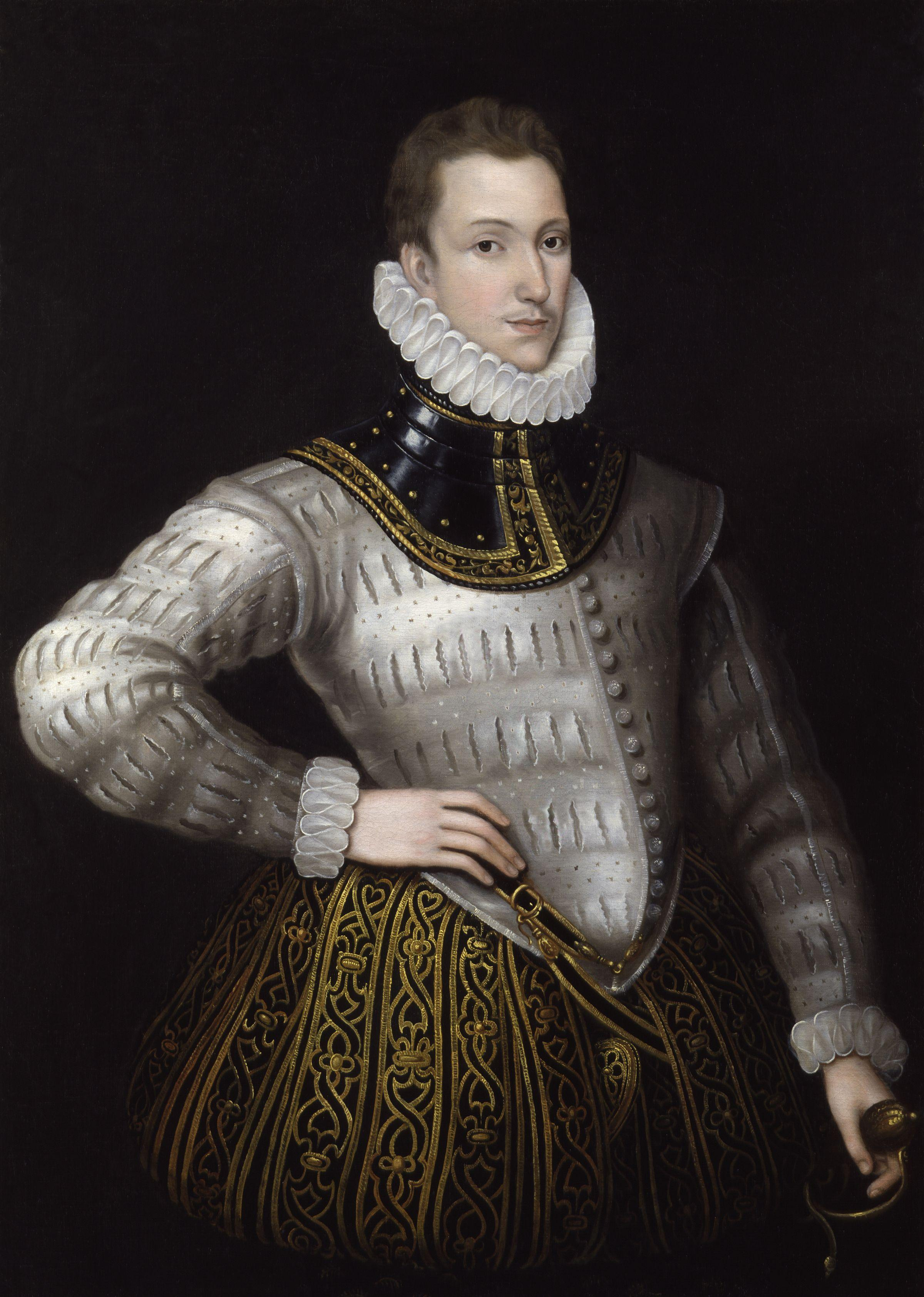
Portret van Sir Philip Sidney
Philip Sidney, in Pieter Corneliszoon, Nederlandsche historien, 1703
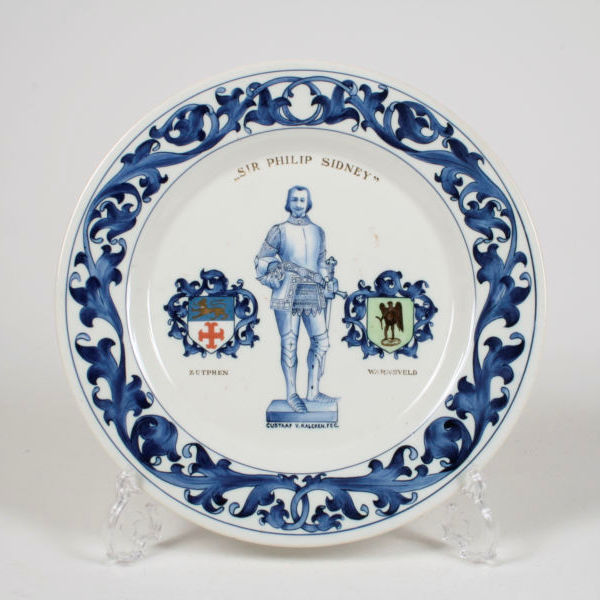
wandbord met het gedenkteken
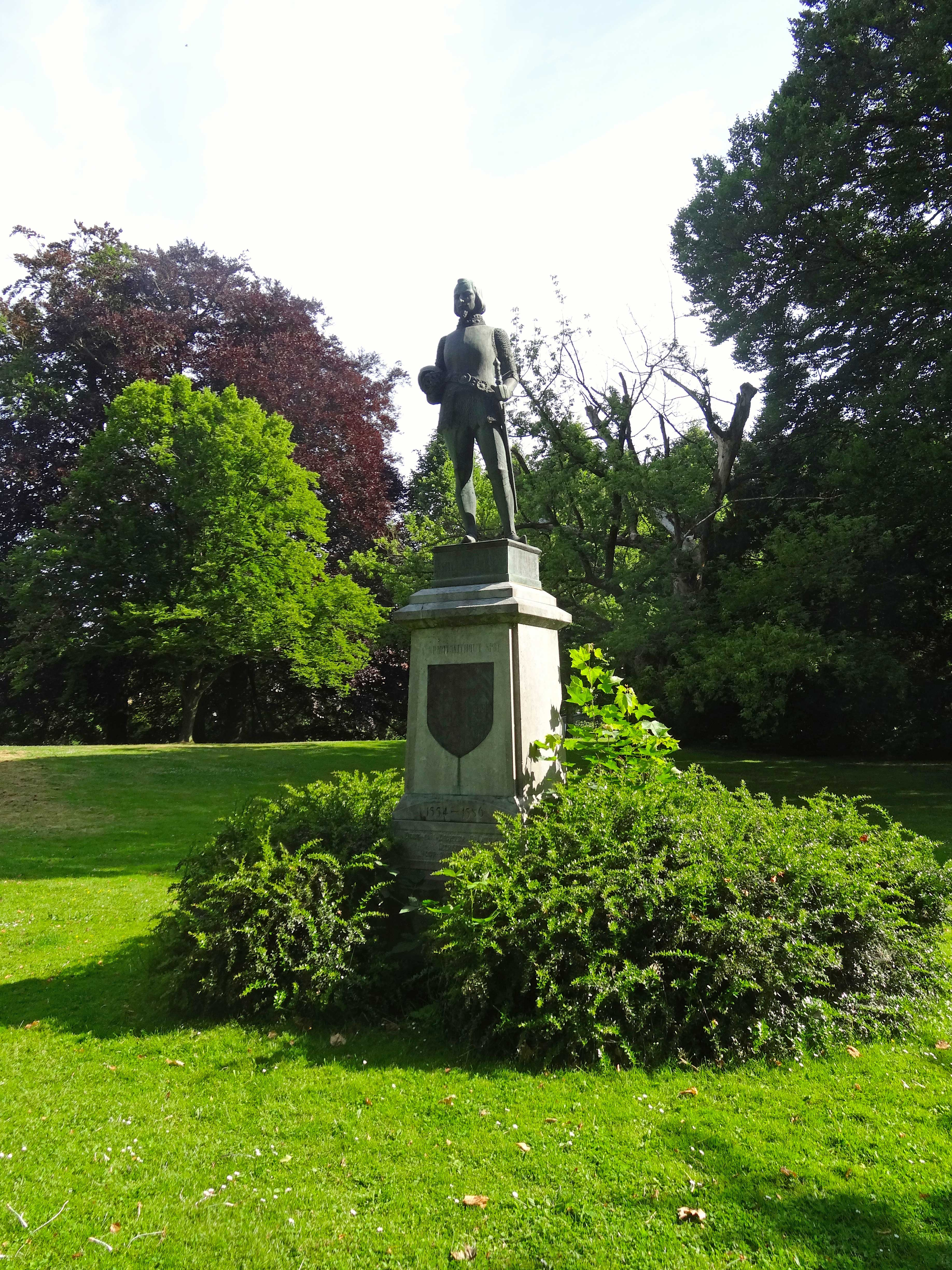
het beeld in het park Slingerbos